# Survilliers
Survilliers is een gemeente in het Franse departement Val-d'Oise (regio Île-de-France) en telt 3654 inwoners (1999). De plaats maakt deel uit van het arrondissement Sarcelles.

## Geografie
De oppervlakte van Survilliers bedraagt 5,4 km², de bevolkingsdichtheid is 676,7 inwoners per km².
De onderstaande kaart toont de ligging van Survilliers met de belangrijkste infrastructuur en aangrenzende gemeenten.

## Demografie
Onderstaande figuur toont het verloop van het inwonertal (bron: INSEE-tellingen).